# (22018) 1999 XK105
(22018) 1999 XK105 est un astéroïde de la ceinture principale d'astéroïdes découvert en 1999.

## Description
(22018) 1999 XK105 a été découvert le 8 décembre 1999 à l'observatoire de Nachikatsuura au Japon, par Yoshisada Shimizu et Takeshi Urata.

### Caractéristiques orbitales
L'orbite de cet astéroïde est caractérisée par un demi-grand axe de 3,5 UA, un périhélie de 2,72 UA, une excentricité de 0,11 et une inclinaison de 9,72° par rapport à l'écliptique. Du fait de ces caractéristiques, à savoir un demi-grand axe compris entre 2 et 3,2 UA et un périhélie supérieur à 1,666 UA, il est classé, selon la JPL Small-Body Database, comme objet de la ceinture principale d'astéroïdes.

### Caractéristiques physiques
(22018) 1999 XK105 a une magnitude absolue (H) de 13,3 et un albédo estimé à 0,249.